# Cochlospermaceae
Cochlospermaceae är en familj av tvåhjärtbladiga växter. Cochlospermaceae ingår i ordningen Malvales, klassen tvåhjärtbladiga blomväxter, fylumet kärlväxter och riket växter. Enligt Catalogue of Life omfattar familjen Cochlospermaceae 17 arter.
Kladogram enligt Catalogue of Life:
| Cochlospermaceae | \| \| Amoreuxia \| \| \| \| \| \| Cochlospermum \| \| \| \| |
|                  | \| \| Amoreuxia \| \| \| \| \| \| Cochlospermum \| \| \| \| |
|                  | Bixaceae                                                    |
|                  |                                                             |
|                  | solvändeväxter                                              |
|                  |                                                             |
|                  | Cytinaceae                                                  |
|                  |                                                             |
|                  | Diegodendraceae                                             |
|                  |                                                             |
|                  | Dipterocarpaceae                                            |
|                  |                                                             |
|                  | malvaväxter                                                 |
|                  |                                                             |
|                  | Muntingiaceae                                               |
|                  |                                                             |
|                  | Neuradaceae                                                 |
|                  |                                                             |
|                  | Sarcolaenaceae                                              |
|                  |                                                             |
|                  | tibastväxter                                                |
|                  |                                                             |
|                  | Amoreuxia                                                   |
|                  |                                                             |
|                  | Cochlospermum                                               |
|                  |                                                             |

|  | Amoreuxia     |
|  |               |
|  | Cochlospermum |
|  |               |